# Dermatite de estase
Dermatite de estase, dermatite venosa, dermatite gravitacional, eczema varicoso ou eczema congestivo é uma inflamação da pele, geralmente nas pernas, causada quando o sangue venoso não retorna ao coração (estase venosa). O nome alternativo "eczema varicoso" é uma referência as varizes que frequentemente se formam. Se não tratada pode evoluir para uma úlcera de pressão.

## Causa
Antigamente acreditava-se que a estase venosa . O retorno venoso insuficiente causa um aumento da permeabilidade dos capilares que resulta na saída de fluídos dos capilares e ativação do fibrinógeno formando redes de fibrina que impedem a circulação adequada do oxigênio e desencadeiam reações inflamatórias.
A estase venosa pode ser causada por:
- Idade avançada,
- Trombose venosa profunda,
- Cirurgia
  - Remoção de veias,
  - Artroplastia total do joelho,
  - Transplante de veias safenas para circulação coronariana
- Lesão traumática

### Fatores de risco
Pessoas com mais de 50 anos tem maior risco de desenvolver dermatite por estase, especialmente se tiverem alguma doença cardíaca, estão com excesso de peso ou se permanecem sentadas ou deitadas por longos períodos de tempo.

## Sinais e sintomas
Primeiro ocorre descoloração da pele, que se torna fina e delicada, com o tempo a pele se torna dura, grossa e marrom (lipodermatoesclerose). A inflamação causa coceira, e coçar gera descamação, escoriação e celulites. A circulação insuficiente deixa as pernas inchadas, sensíveis a dor e forma varizes.

## Diagnóstico
O Ecodoppler venoso dos membros inferiores confirma a estase venosa.

## Tratamento
Pessoas com problemas de circulação venosa devem:
- Evitar ficar de pé ou sentado por longos períodos de tempo;
- Elevar os pés ao sentar ou deitar
- Usar meias de compressão
- Usar roupas soltas e de algodão para evitar irritar a pele
- Tratar doenças cardíacas e renais de base

A inflamação é tratada com pomada corticosteroide ou com um creme com inibidor de calcineurina. Um hidratante sem perfume nem corantes deve ser usado sobre a pele seca. Um anti-histamínico pode reduzir a coceira. Celulite deve ser tratada com antibiótico, mas deve-se evitar a neomicina.

### Prognóstico
Possíveis complicações de dermatite de estase crônica incluem celulite, úlceras venosas não cicatrizantes, aumento da incidência de dermatite de contato alérgica, abcessos, cicatrizes e lipodermatosclerose permanente.